# Шувалова, Елена Ивановна
Еле́на Ива́новна Шува́лова — русская советская актриса. Заслуженная (1940) и народная (1957) артистка Удмуртской АССР.

## Биография
Елена Ивановна Шувалова родилась в семье провинциальных актёров И. М. Шувалова и Л. А. Рассказовой.
В 1908 году дебютировала в Ростовском театре в труппе Николая Ивановича Собольщикова-Самарина. Позднее, с 1910 по 1937 годы, работала в театрах Оренбурга, Астрахани, Новочеркасска, Омска, Вологды, Тулы, Калуги, Сызрани, Казани, Уральска, Ирбита.
В 1938 году прибыла в Удмуртию, где до 1941 года выступала на сцене русского драматического театра Ижевска, а с 1941 по 1958 годы — в городском драмтеатре Сарапула.

## Избранные спектакли и роли
Елена Шувалова была актрисой героико-романтического направления. Основными ролями, сыгранными ей в театрах Удмуртии, стали:
- «Враги» М. Горького — Полина
- «Без вины виноватые» А. Н. Островского — Кручинина
- «Интервенция» Л. И. Славина — Ксидиас
- «Васса Железнова» М. Горького — Васса Железнова
- «Вишнёвый сад» А. П. Чехова — Раневская
- «Волки и овцы» А. Н. Островского — Мурзавецкая
- «Беспокойная старость» Л. Н. Рахманова — Мария Львовна

## Награды
- звание заслуженной артистки УАССР (1940)
- звание народной артистки УАССР (1957)
- орден «Знак Почёта» (1958)